# 鬼島和希
鬼島 和希（きじま かずき、1998年8月29日 - ）は、千葉県出身のサッカー選手。関東サッカーリーグ・VONDS市原所属。ポジションはMF。

## 来歴
柏レイソルのアカデミー出身。高校卒業後はトップチームに昇格せず、順天堂大学に進学。
2021年1月26日、2021年シーズンからのアスルクラロ沼津加入内定が発表された。3月20日、J3第2節のFC今治戦でJリーグデビューを果たした。
2022年11月9日、アスルクラロ沼津は契約の満了と来季に向けた契約を結ばないことを発表。同年11月28日には、カンセキスタジアムとちぎで行われたJリーグ合同トライアウトに出場した。
2023年1月27日、VONDS市原に移籍することが発表された。

## 所属クラブ
- レッドクローバーSC（茂原市立萩原小学校）[6]
- 柏レイソルU-12
- 柏レイソルU-15（茂原市立茂原中学校）
- 柏レイソルU-18（千葉県立柏南高等学校）
- 順天堂大学
- 2021年 - 2022年 アスルクラロ沼津
- 2023年 -  VONDS市原

## 個人成績
| 国内大会個人成績 | 国内大会個人成績 | 国内大会個人成績 | 国内大会個人成績 | 国内大会個人成績 | 国内大会個人成績 | 国内大会個人成績 | 国内大会個人成績 | 国内大会個人成績 | 国内大会個人成績 | 国内大会個人成績 | 国内大会個人成績 |
| 年度             | クラブ           | 背番号           | リーグ           | リーグ戦         | リーグ戦         | リーグ杯         | リーグ杯         | オープン杯       | オープン杯       | 期間通算         | 期間通算         |
| 年度             | クラブ           | 背番号           | リーグ           | 出場             | 得点             | 出場             | 得点             | 出場             | 得点             | 出場             | 得点             |
| 日本             | 日本             | 日本             | 日本             | リーグ戦         | リーグ戦         | リーグ杯         | リーグ杯         | 天皇杯           | 天皇杯           | 期間通算         | 期間通算         |
| ---------------- | ---------------- | ---------------- | ---------------- | ---------------- | ---------------- | ---------------- | ---------------- | ---------------- | ---------------- | ---------------- | ---------------- |
| 2021             | 沼津             | 31               | J3               | 10               | 0                | -                | -                | -                | -                | 10               | 0-               |
| 2022             | 沼津             | 31               | J3               | 26               | 0                | -                | -                | -                | -                | 26               | 0                |
| 2023             | V市原            | 26               | 関東1部          | 1                | 0                | -                | -                | -                | -                | 1                | 0                |
| 2024             | V市原            | 26               | 関東1部          | 16               | 0                | -                | -                | -                | -                | 16               | 0                |
| 2025             | V市原            | 14               | 関東1部          |                  |                  | -                | -                | -                | -                |                  |                  |
| 通算             | 日本             | 日本             | J3               | 36               | 0                | -                | -                | -                | -                | 36               | 0                |
| 通算             | 日本             | 日本             | 関東1部          | 17               | 0                | -                | -                | -                | -                | 17               | 0                |
| 総通算           | 総通算           | 総通算           | 総通算           | 53               | 0                | -                | -                | -                | -                | 53               | 0                |

その他公式戦
- 2023年
  - 全国社会人サッカー選手権大会 1試合0点
  - 全国地域サッカーチャンピオンズリーグ 1試合0点
  - JFL・地域リーグ入れ替え戦 1試合0点
- 2024年
  - 全国社会人サッカー選手権大会 1試合0点
  - 全国地域サッカーチャンピオンズリーグ 6試合0点
  - JFL・地域リーグ入れ替え戦 1試合0点

出場歴
- Jリーグ初出場 : 2021年3月21日 J3第2節 vs今治戦 (愛鷹)